# Mont Collon
Der Mont Collon ist ein Berg der Penninischen Alpen im Kanton Wallis. Er erhebt sich im Westen des Matterhorns südlich von Arolla (Val d’Hérens). Der Berg hat eine Höhe von 3637 m und liegt nahe der Grenze zu Italien. Südwestlich des Berges liegt der Petit Mont Collon (3556 m). Südlich des Mont Collon erhebt sich der L’Evêque mit zwei 3716 m und 3672 m hohen Spitzen. Südöstlich vom L’Evêque liegt das vergletscherte Joch des Col de Collon 3130 m, über das ein Pass von Arolla nach Val Pelline führt.
Die erste Besteigung des Mont Collon führte am 31. Juli 1867 der Engländer Georg Edward Foster mit den Führern Hans Baumann und Johann Kronig durch.